# 塔中镇
塔中镇，是中华人民共和国新疆维吾尔自治区巴音郭楞蒙古自治州且末县下辖的一个乡镇级行政单位。
2015年7月24日，新疆维吾尔自治区人民政府批复同意且末县由县直辖区域划入部分区域设立塔中镇，镇政府驻现塔中油区工作委员会办公楼。
塔中镇的经济是围绕着石油。塔中镇区域内驻有中石油塔里木油田分公司、中石化西北油田分公司、大庆油田塔东公司等油田单位和工程建设施工单位百余家。

## 行政区划
塔中镇下辖以下地区：
塔中村。

## 交通
- 塔里木沙漠公路
- 216国道